# مغالطه علت واحد
مغالطه علّت واحد (به انگلیسی: fallacy of the single cause) که می‌توان به آن، مغالطه ساده‌سازی بیش از حد و مغالطه تقلیل نیز گفت، زمانی رخ می‌دهد که فرض شود یک علّت واحد و ساده باعث یک رویداد یا نتیجه شده‌ است؛ درحالی‌که در واقعیت، این رویداد یا نتیجه ناشی از دلایل متعددی است.
مغالطه علّت واحد را می‌توان به شکل ساده این‌طور نشان داد: «X باعث Y شد؛ بنابراین X تنها علّت Y بود.» (اگرچه در واقعیت A, B، C... و غیره نیز به Y کمک کرده‌اند.)
رولف دوبلی در کتاب هنر شفاف اندیشیدن فصلی را به نام «جست‌وجوی سپر بلا از عصر حجر- خطای علت واحد» به این موضوع اختصاص داده‌ است:
هر فرد منطقی‌ای می‌داند هیچ عامل واحدی موجب رخ دادن وقایعی همچون یک تابستان خوشایند در هند، طلاق یک دوست، سرطان و موفقیت نیست.
به‌عبارت‌دیگر، عوامل بی‌‌‌شماری کنار هم جمع می‌شوند تا این رویدادها رخ بدهند. با این‌حال، ما مدام تلاش می‌کنیم فقط یک عامل را سرزنش کنیم.
وقتی سیبی از درخت می‌افتد، چه چیزی باعث افتادن آن است؟ ۱. گرانش زمین ۲. باد ۳. ساقهٔ پژمرده‌ شده ۴. پسری که درخت را تکان می‌دهد و…
پس یک عامل علّت واحد افتادن سیب نیست.

## مثال‌های دیگر
- ما در دههٔ اخیر شاهد افت تحصیلی شدیدی در مدارس راهنمایی و دبیرستان‌های کشور هستیم. واضح است که آموزگاران و دبیران در انجام وظایف خود بسیار کوتاهی می‌کنند.

افت تحصیلی دانش‌آموزان راهنمایی و دبیرستان می‌تواند ناشی از علل بسیار زیادی مانند تغییرات متون درسی، سطح پایین آموزش در دورهٔ ابتدایی، افزایش چشمگیر برنامه‌های تلویزیونی و دیگر تفریحات باشد و کوتاهی آموزگاران و دبیران در انجام وظایف خود نیز می‌تواند یکی از علل باشد؛ امّا در استدلال فوق، شخص مغالطه‌کننده با نادیده گرفتن دیگر عوامل، فقط کوتاهی معلّمان در انجام وظایف خود را علّت افت تحصیلی دانش‌آموزان معرّفی می‌کند.
- دلیل رکود اقتصادی، تحریم‌های ظالمانهٔ دشمن است.

رکود اقتصادی می‌تواند ناشی از دلایل متعددی همچون سیاست‌های غلط دولت، نوسان‌های نرخ بهره و تورم، عدم‌توازن در عرضه و تقاضا، تحریم‌های اقتصادی و غیره باشد؛ امّا در استدلال فوق، شخص مغالطه‌کننده با نادیده گرفتن همهٔ عوامل تأثیرگذار، فقط تحریم‌های اقتصادی را علّت رکود اقتصادی معرّفی می‌کند.
- دلیل کاهش چشمگیر مشارکت مردم در انتخابات، نارضایتی‌های اقتصادی و معیشتی بود.

کاهش چشمگیر مشارکت مردم در انتخابات می‌تواند ناشی از از عوامل بسیار زیادی مانند نبود آزادی‌های سیاسی و اجتماعی، فساد اداری، تبعیض‌های قومیتی، ناکارآمدی احزاب سیاسی و همچنین مشکلات اقتصادی و معیشتی و غیره باشد؛ امّا در استدلال فوق، شخص مغالطه‌کننده با نادیده گرفتن همهٔ عوامل تأثیرگذار، فقط نارضایتی‌های اقتصادی و معیشتی را علّت کاهش چشمگیر مشارکت مردم در انتخابات معرّفی می‌کند.
- دلیل پرخاشگری کودکان، تماشای سریال‌ها و فیلم‌های خشن تلویزیونی است.

دلیل پرخاشگری کودکان می‌تواند ناشی از عوامل بسیار زیادی مانند اختلالات عصبی، رفتارهای نامناسب والدین، عوامل محیطی، آسیب عاطفی، تماشای سریال‌ها و فیلم‌های خشن تلویزیونی و غیره باشد؛ امّا در استدلال فوق، شخص مغالطه‌کننده با نادیده گرفتن همهٔ عوامل تأثیرگذار، فقط تماشای سریال‌ها و فیلم‌های خشن تلویزیونی را علّت پرخاشگری کودکان معرّفی می‌کند.